# Lobotes surinamensis
Cá kẽn hay cá rô biển (Danh pháp khoa học: Lobotes surinamensis) là một loài cá trong họ Lobotidae phân bố trong vùng biển nhiệt đới và cận nhiệt đới ở Đại Tây Dương, Ấn Độ Dương và Thái Bình Dương. Tên thường gọi trong tiếng Anh là Tripletail, Atlantic tripletail, Pacific tripletail. Tên thường gọi trong tiếng Pháp: Croupia roche. Tên gọi tiếng Nhật: Matsudai. Tên gọi tiếng Tây Ban Nha: Tres Colitas, Dormilona. Tên gọi tiếng Ý: Pesce foglia. Tên gọi tiếng Đức: Dreischwanzbarsch. Tên gọi thị trường Mỹ là Tripletail, Falsher, Chobie, Lumpfish, Strawberry Bass, Black Perch.

## Đặc điểm
Thân hình bầu dục hơi dài, dẹt hai bên, phần lưng nhô cao, thân phủ vảy lợc cứng lớn, trên đầu và ở các gốc vây vảy nhỏ hơn. Trán và trên xương hàm không có vảy, đường bên hoàn chỉnh và cong, có các chấm trắng, các chấm trắng phân bố cả ở vây, ở cá nhỏ, bên thân có 5 - 6 vân ngang rộng màu nâu đen, các vân này đậm dần ở phần lưng, nhạt ở phần.
Mắt nằm ở nửa phần trước của đầu, mũi tròn ở ngay trước mắt. Miệng trước, mép miệng ở ngay phần dưới của mắt, vây lưng thứ 2 cao hơn vây lưng thứ nhất và có hình dạng giống vây hậu môn, phần cuối lợn tròn, vây ngực cũng tròn. Vây bụng ở ngay phía dưới ngực. Vây đuôi tròn, kích thước dài 180 - 220mm. Lớn nhất 379 mm. Kích cỡ 270 – 450 mm. Cá rô biển nhìn chung không có quá nhiều kẻ thù, chúng chỉ bị săn đuổi bởi cá mập hoặc một số loài cá xương.